# Fanaa
Fanaa (hindi: फ़ना, urdu:فناء) es una película dirigida por Kunal Kohli y estrenada el 26 de mayo de 2006 en la India.

## Sinopsis
Zony (Kajol) es una joven ciega que ama a su país, vive en un pueblo, y es totalmente protegida por sus padres y ayudada siempre por sus amigas quienes la llevan a un viaje turístico a la ciudad, donde conocen a Rehan (Aamir Khan), quien es su guía turístico, ambos se enamoran, aunque él quiere alejarse por temor a dañarla.
Pero después de una conversación especial él decide quedarse junto a ella, y pasan la noche juntos, luego se da lo que parece ser una despedida definitiva.
En el camino de regreso Rehan aparece sorpresivamente y le promete quedarse junto a ella, se casarían tan pronto sea presentado a sus padres y la convence de hacerse una operación para recuperar la vista, pero él tiene que dejarla para cumplir una última labor en su trabajo, y le promete regresar, mas no puede porque un ataque terrorista hace que todos en el lugar mueran, Zony cree que Rehan ha muerto.
Pero la realidad es muy distinta: Rehan fingió su muerte para alejarse de ella definitivamente ya que tiene una misión mucho más importante y que a su pesar tiene que cumplir. Pertenece a un grupo terrorista, el FIC, dirigido por su abuelo. 
Años después, Rehan se infiltra en el ejército y tras haberse ganado la confianza de sus superiores roba un gatillo que servía para activar la bomba que destruiría toda la capital si el estado no cedía a las peticiones de los terroristas. Tras enterarse el ejército moviliza a sus tropas para buscarlo.
La madre de Zony ha muerto, y aunque Rehan no lo sabe ellos tienen un hijo al que Zony nombra igual que su padre, Rehan. 
Tras la persecución Rehan malherido termina perdido en medio de montañas y la única luz que ve proviene de una casa aislada situada en medio de la nada, con sus últimos esfuerzos lograr llegar hasta la puerta, pero lo que encuentra es nada menos que la casa de Zony quien lo auxilia con ayuda de su papá pero no lo reconoce ya que ella nunca no ha visto.
Luego de una lenta recuperación Rehan logra ponerse de pie pero se muestra huraño y temeroso de que Zony recuerde, y es entonces cuando sabe que tiene un hijo al que trata de mostrar indiferencia.
El pequeño Rehan logra ganarse su amistad y cariño aún sin saber que se trataba de su padre, y es entonces cuando él decide darle pistas a Zony para que ella sepa quién era realmente, la rabia se apodera de ella, su padre lo encara y finalmente él decide irse ya que no obtiene el perdón de Zony pero su hijo intenta detenerlo, aún sin saber la verdad, la decisión ya estaba tomada.
Al enterarse de su partida Zony sale a detenerlo, y obviamente lo perdona, se casan y la dicha parece al fin llegar para todos pero la misión de Rehan aún no se ha completado.
Y es entonces cuando decide que sería la última y entonces podría quedarse definitivamente con su familia. La policía no ha dejado de buscarlo y ha llenado los medios con su descripción ofreciendo dinero a cambio de él, y advirtiendo del peligro que significa además de dar alerta sobre el gatillo que poseía. El papá de Zony logra darse cuenta de que se trataba de la misma persona y lo encara cuando estaban camino a la casa del tío de Zony quien tenía una radio de transmisión, motivo por el cual se dirigían hacia allí.
Empiezan a forcejear por la  posesión del gatillo y sin querer Rehan empuja al padre de Zony hacia un precipicio, el muere  y su cadáver es arrastrado por el agua. Rehan entra a la casa para poder comunicarse y esta vez mata al tío de Zony con total intención.
Zony va a recoger agua de un pequeño riachuelo y es así como ve el cadáver de su padre siendo arrastrado, cuando Rehan vuelve ella intenta preguntarle que había pasado, pero él la interrumpe y le dice que su padre estaba en casa de su tío, simplemente charlando, inmediatamente Zony se da cuenta de lo sucedido y de quien era realmente su esposo, toma  a su hijo y huye, llevándose el gatillo. 
Logra llegar a la casa de su tío y se da cuenta de que también está muerto, da aviso a la policía por medio de la radio y recibe instrucciones de no permitir que Rehan se quede con el gatillo. Él se da cuenta de que no está y sale inmediatamente a buscarlos cuando logra dar con ella, se dan los reclamos y él le cuenta lo que realmente sucedió, pero eso no cambiaba nada, Zony no le iba a dar el gatillo pese a la insistencia de Rehan.
Todo esto dio tiempo a que el ejército se desplace hasta donde estaban ambos, pero no son los únicos ya que el abuelo de Rehan también estaba en camino. Ella intenta detenerlo pero el enfrentamiento era inevitable.
El abuelo recibe un disparo de la policía y su helicóptero es derribado. La última decisión la tiene Zony porque él no puede disparar y no existe otro modo de detenerlo.